# Campionati mondiali di short track 2007
La XXVII edizione dei Campionati mondiali di short track (World Short Track Speed Skating Championships), ufficialmente organizzati con tale denominazione dalla International Skating Union (Federazione internazionale di pattinaggio su ghiaccio), si è tenuta dal 9 all'11 marzo del 2007 a Milano in Italia.

## Partecipanti per nazione
La lista dei partecipanti era composta da 136 atleti da 30 distinte nazioni, di cui 64 donne e 72 uomini.
| Nazione (Donne/Uomini)                                                                                  | Nazione (Donne/Uomini)                                                                                    | Nazione (Donne/Uomini)                                                                                      | Nazione (Donne/Uomini)                                                                                      | Nazione (Donne/Uomini)              | Nazione (Donne/Uomini) |
| --- | --- | --- | --- | ----------------------------------- | ---------------------- |
| Australia (1/5) Belgio (0/2) Brasile (0/1) Bulgaria (2/2) Cina (5/5) Taipei cinese (0/2) Germania (5/5) | Francia (1/2) Gran Bretagna (2/2) Israele (1/1) Italia (5/5) Giappone (5/2) Canada (5/5) Kazakistan (2/2) | Lettonia (2/2) Nuova Zelanda (0/1) Paesi Bassi (2/2) Austria (1/1) Polonia (2/2) Romania (2/1) Russia (5/2) | Svezia (1/0) Serbia (1/1) Slovacchia (0/2) Corea del Sud (5/5) Rep. Ceca (1/2) Ucraina (0/2) Ungheria (2/1) | Stati Uniti (5/5) Bielorussia (1/2) |                        |

## Podi

### Donne
| Evento                    | Oro                                             | Tempo                    | Argento                                        | Tempo                    | Bronzo                                                      | Tempo     |
| Classifica Generale*      | Jin Sun-yu                                      | 89 punti (1° nei 3000 m) | Jung Eun-ju                                    | 89 punti (2° nei 3000 m) | Kalyna Roberge                                              | 43 points |
| 500 m dettagli            | Kalyna Roberge                                  | 45.329                   | Arianna Fontana                                | 45.394                   | Jung Eun-ju                                                 | 47.865    |
| 1000 m dettagli           | Jin Sun-yu                                      | 1:31.622                 | Jung Eun-ju                                    | 1:31.777                 | Zhou Yang                                                   | 1:31.810  |
| 1500 m dettagli           | Jung Eun-ju                                     | 2:22.303                 | Jin Sun-yu                                     | 2:22.381                 | Byun Chun-sa                                                | 2:22.520  |
| 3000 m dettagli           | Jin Sun-yu                                      | 5:44.247                 | Jung Eun-ju                                    | 5:44.387                 | Zhou Yang                                                   | 5:45.101  |
| Staffetta 3000 m dettagli | Jeon Ji-soo Byun Chun-sa Jung Eun-ju Jin Sun-yu | 4:14.450                 | Zhu Mi Lei Fu Tian Yu Zhou Yang Cheng Xiao Lei | 4:17.268                 | Kalyna Roberge Amanda Overland Anne Maltais Annik Plamondon | 4:18.748  |

### Uomini
| Evento                    | Oro                                                                 | Tempo | Argento                                                                           | Tempo | Bronzo                                                                | Tempo |
| Classifica Generale*      | Ahn Hyun-Soo                                                        |       | Charles Hamelin                                                                   |       | Apolo Anton Ohno                                                      |       |
| 500 m dettagli            | Charles Hamelin                                                     |       | François-Louis Tremblay                                                           |       | Ahn Hyun-Soo                                                          |       |
| 1000 m dettagli           | Ahn Hyun-Soo                                                        |       | Charles Hamelin                                                                   |       | Apolo Anton Ohno                                                      |       |
| 1500 m dettagli           | Apolo Anton Ohno                                                    |       | Nicola Rodigari                                                                   |       | Ahn Hyun-Soo                                                          |       |
| 3000 m dettagli           | Song Kyung-Taek                                                     |       | Ahn Hyun-Soo                                                                      |       | Apolo Anton Ohno                                                      |       |
| Staffetta 5000 m dettagli | Corea del Sud Ahn Hyun-Soo Sung Si-Bak Song Kyung-Taek Kim Hyun-Kon |       | Canada Charles Hamelin François-Louis Tremblay Olivier Jean Jean-François Monette |       | Stati Uniti Apolo Anton Ohno Travis Jayner Jordan Malone Ryan Bedford |       |

## Medagliere
| Pos. | Paese         | Oro | Argento | Bronzo | Totale |
| ---- | ------------- | --- | ------- | ------ | ------ |
| 1    | Corea del Sud | 9   | 5       | 4      | 18     |
| 2    | Canada        | 2   | 4       | 2      | 8      |
| 3    | Stati Uniti   | 1   | 0       | 4      | 5      |
| 4    | Italia        | 0   | 2       | 0      | 2      |
| 5    | Cina          | 0   | 1       | 2      | 3      |